# 大譜表

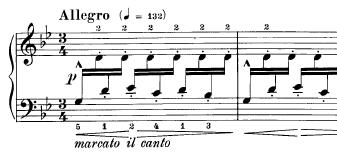
大譜表の例(アストゥリアス（伝説）)

大譜表(だいふひょう)は、2段組の五線譜からなる譜表である。音部記号には「ト音記号」と「ヘ音記号」の2つ（まれに両方ともト音記号またはヘ音記号）の組み合わせが用いられる。大譜表を使用する楽器として、ピアノなどの鍵盤楽器やハープなど、音域が広い楽器が挙げられる。まれではあるが、通常1段の五線譜を用いるチェロなどの楽器の楽譜として、広い音域を記譜するためにも用いられる。また楽譜をコンパクトにまとめる事が出来るので、オーケストラを縮約した譜面(ピアノ・リダクション)にも使用される。